# Bavaria Film
Koordinaten: 48° 4′ 0,2″ N, 11° 33′ 0,4″ O

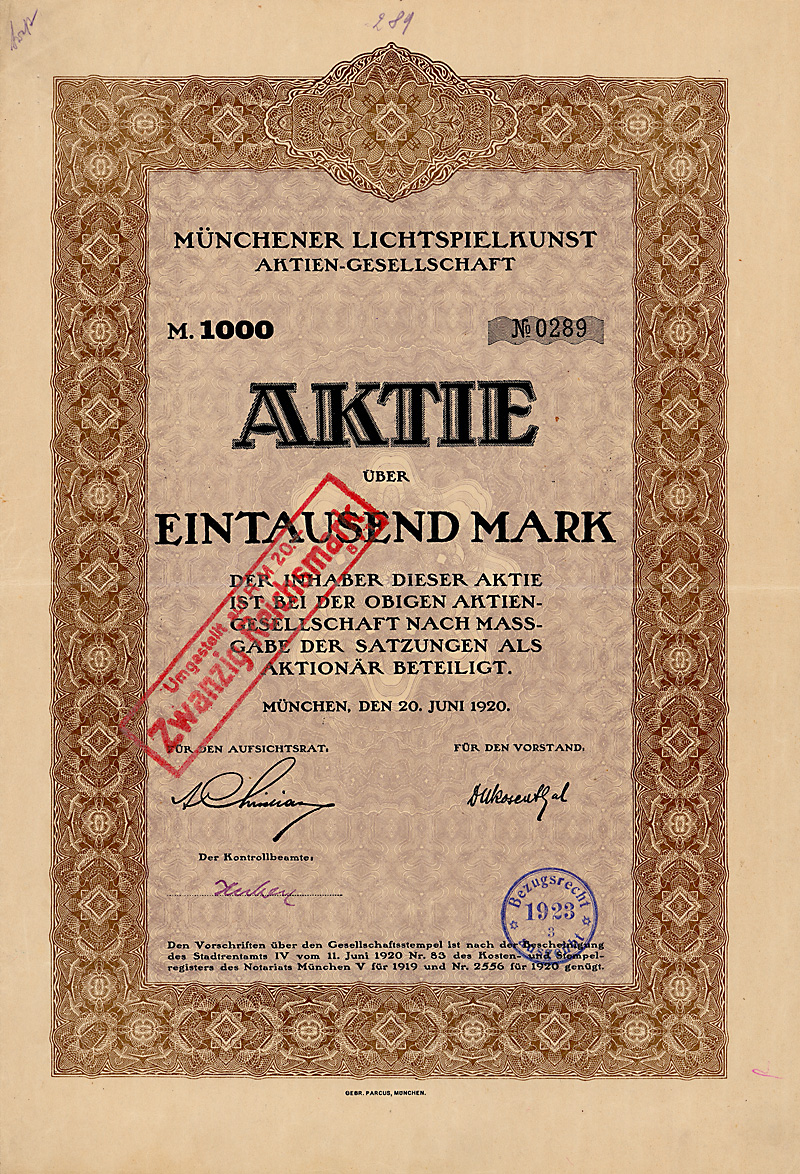
Aktie über 1000 Mark der Münchener Lichtspielkunst AG vom 20. Juni 1920

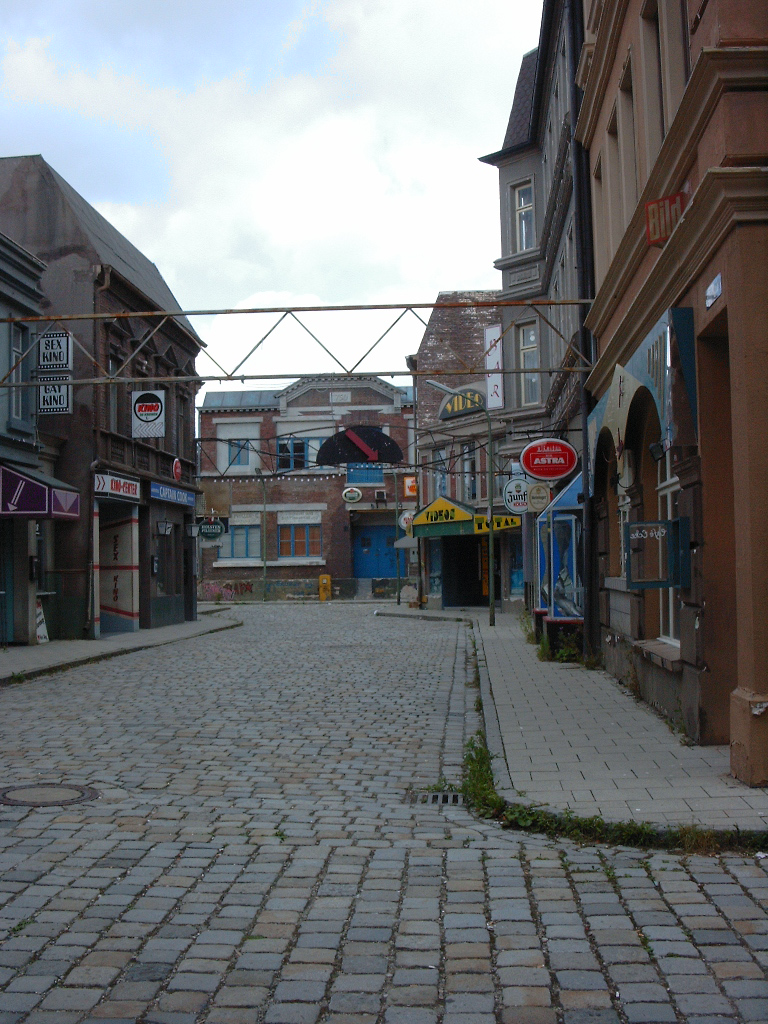
Ehemalige Außenkulissen auf dem Bavaria-Film-Gelände

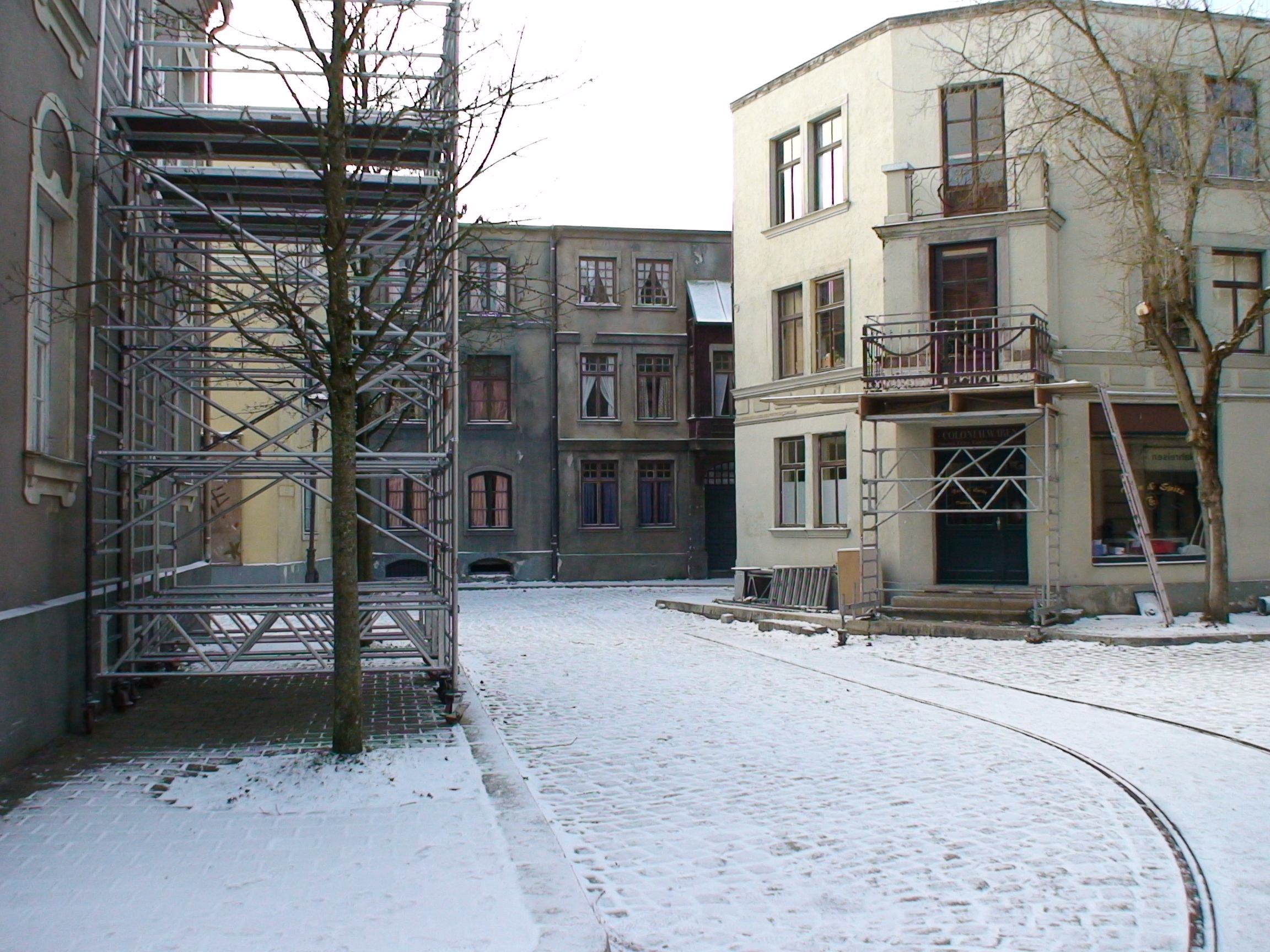
Weitere Außenkulissen auf dem Bavaria-Film-Gelände

Die Bavaria Film GmbH sitzt im Nordosten Grünwalds im Ortsteil Geiselgasteig im Landkreis München. Sie ist eines der führenden Produktions- und Dienstleistungsunternehmen in der deutschen Film- und Fernsehbranche. Das Gelände umfasst rund 30 Hektar. Die Bavaria Film GmbH ist als Management-Holding organisiert und in vier Geschäftsbereichen – Content, Rights & Distribution, Studios & Services sowie Immobilien – aktiv. Mit der Bavaria Filmstadt betreibt die Bavaria Film am Studiogelände in Geiselgasteig eine beliebte Touristenattraktion.
Die Studios wurden 1919 infolge von politischen, künstlerischen und wirtschaftlichen Bestrebungen in der bayerischen Landeshauptstadt München gegründet und gehören zu den größten europäischen Filmproduktionsstätten. Hier waren Regisseure wie Alfred Hitchcock, Billy Wilder, Orson Welles, John Huston, Ingmar Bergman, Stanley Kubrick, Claude Chabrol, Fritz Umgelter, Rainer Werner Fassbinder, Dominik Graf, Wolfgang Petersen und Wim Wenders sowie viele berühmte Schauspieler wie Sophia Loren, Heinz Rühmann oder Elizabeth Taylor tätig. Geprägt wurde die Bavaria nach 1945 vor allem von den Geschäftsführern Helmut Jedele und Günter Rohrbach. Spätere Geschäftsführer waren Thilo Kleine, Dieter Frank, Matthias Esche und Achim Rohnke.
Das Unternehmen wird seit 2014 von Christian Franckenstein und seit November 2022 zusätzlich von Julia Reuter geleitet.

## Geschichte

### Emelka 1919 bis 1932
Die Bavaria Film geht auf die Münchener Lichtspielkunst AG zurück, die am 3. Januar 1919 aus Peter Ostermayrs Firma Münchener Lichtspielkunst GmbH entstand. Bekannt wurde die neue Aktiengesellschaft unter dem Namen „Emelka“ nach der Abkürzung „MLK“. Im Juni 1919 erwarb Ostermayr in Geiselgasteig, im Süden von München, ein großes Gelände, auf dem nach und nach umfangreiche Filmateliers entstanden.
Als Reaktion zur filmmonopolistischen Stellung Berlins und als unabhängigen, bayerischen Gegenpol auf die Gründung der UFA wurde die Emelka ab 1920 zum „Emelka-Konzern“ ausgebaut. Weitere Firmen und Kinos wurden angegliedert. 1921 erwarb der Konzern mit den Süddeutschen Filmwerken Geyer eine eigene Kopieranstalt.
Vom 24. September 1930 produzierte die Emelka neben den Filmen auch eine vertonte Wochenschau, die „Tönende Emelka-Wochenschau“. Weil ihre Theaterkette die Umrüstung auf Tonfilm finanziell nicht verkraftete, musste die Emelka im November 1932 Konkurs anmelden.

### Bavaria Film und Bavaria Filmkunst 1932 bis 1945
Das Geiselgasteiger Filmgelände wurde von Wilhelm Kraus ersteigert, der bereits im Oktober 1930 einen großen Teil der Emelka-Aktien gekauft hatte und am 21. September 1932 die Bavaria Film AG gründete.
Nach der nationalsozialistischen Machtergreifung im Januar 1933 verließen eine Reihe langjähriger Emelka-Mitarbeiter das Land, darunter die Regisseure Ewald André Dupont, Karl Grune, Max Ophüls, der Kameramann Franz Planer und die Schauspieler Therese Giehse, Kurt Horwitz, Fritz Kortner.
Nachdem die Aktiengesellschaft 1936 erneut in Schwierigkeiten geriet und im Frühjahr 1937 ihre Zahlungen einstellen musste, wurde mit politischer Unterstützung aus Berlin am 11. Februar 1938 die Bavaria Filmkunst GmbH gegründet. Gesellschafter waren die Cautio Treuhand und die Allgemeine Film-Treuhand (AFT), eine reichseigene Gesellschaft, die ihre Anteile treuhänderisch für die Cautio hielt, am 19. Februar 1941 jedoch an die Berliner Film Finanzgesellschaft abtrat. Die Produktionseinrichtungen blieben in München, gesteuert wurde die Firma nun jedoch von Berlin aus. 1938 wurden mit Gründung der reichseigenen „Bavaria Filmkunst GmbH“ alle Posten mit regimetreuen Personen besetzt. Generaldirektor Döhlmann übernahm den Vorsitz im Aufsichtsrat. Weitere Mitglieder waren Albert Pietzsch und Münchens Kulturreferent Max Reinhard. Außerdem wurde ein Kunstausschuss gebildet. Diesen vertraten als Vorsitzender Alexander Golling, außerdem Gerdy Troost, Otto Falckenberg und Fritz Fischer. Die Geschäftsführung lag bei Erich Walter Herbell, Fritz Klotzsch und Hans Schweikart.
Am 10. Januar 1942 trat auch die Cautio ihre Bavaria-Anteile ab, und die Film Finanz, die nun alle Anteile der Bavaria Filmkunst besaß, wurde gleichzeitig in den Ufa-Film (UFI) umgewandelt. Im staatseigenen Monopolkonzern UFI besaß die Bavaria von 1942 an nur noch formale Selbstständigkeit.
Im Zweiten Weltkrieg griff deren Führung aufgrund fehlender Arbeitskräfte auf „Fremdarbeiter“ zurück, um den Betrieb gemäß den Forderungen von Joseph Goebbels auf dem gewünschten Niveau zu erhalten. Deshalb wurden französische Kriegsgefangene, aber auch Bulgaren, Dänen und italienische Zivilisten einbezogen. In Geiselgasteig entstand für sie ein Wohnlager mit 300 Plätzen in sechs Baracken, inklusive Verwaltungs-, Kranken-, Sanitär- und Küchenräumen eingerichtet. Das gesamte Filmgelände wurde durch Tarnnetze und Tarnfarbe vor Bombardements geschützt und blieb verschont. Weil der geplante Ausbau der Ateliers kriegsbedingt nicht fertig gestellt werden konnte, musste die „Bavaria Film“ knapp zwei Drittel der Produktionen in Prag herstellen. Die Produktion in Geiselgasteig fand erst kurz vor Kriegsende ihr Ende. Die Befreiung des Filmgeländes erfolgte am 10. Mai 1945.
Geschäftsführer bzw. Produktionschefs der Bavaria waren u. a. Hans Schweikart von 1938 bis 1942, Erich Walter Herbell, Helmut Schreiber und Helmut Keil. Herstellungsgruppenleiter waren u. a. Hans Abich, Fred Lyssa, Oskar Marion, Ottmar Ostermayr, Ernst Rechenmacher und Gerhard Staab.

### Bavaria Filmkunst 1945 bis 1956
Die im Krieg unbeschädigt gebliebenen Studios der Bavaria Film wurden am 10. Mai 1945 der amerikanischen Armee unterstellt, die der Bavaria Filmkunst zunächst jede eigene Produktionstätigkeit verbot. Lediglich das Kopierwerk, das 1952 auch eine Farbabteilung einrichtete, und das Synchronstudio durften weiter betrieben werden und nahmen ihre Arbeit bald wieder auf. Auf dem Filmgelände wurde außerdem eine Verleihfirma – der Allgemeine Filmverleih, kurz AFI – gegründet.
Die amerikanische Militärregierung hatte der Bavaria Filmkunst allerdings erlaubt, ihre Ateliers an andere Produktionsfirmen zu vermieten. So entstanden hier ohne direkte Mitwirkung der Bavaria u. a. Filme wie 1947 Zwischen gestern und morgen von Harald Braun durch die Neue deutsche Filmgesellschaft, 1948 Film ohne Titel von Rudolf Jugert, Camera, Der Herr vom andern Stern von Heinz Hilpert, Comedia, Der Apfel ist ab von Helmut Käutner, Camera, 1949 Hallo Fräulein! von Rudolf Jugert, Camera, 1950 Geliebter Lügner von Hans Schweikart, Camera, Das doppelte Lottchen von Josef von Báky, Carlton, 1952 Illusion in Moll und Nachts auf den Straßen von Rudolf Jugert, 1952/53 Maske in Blau, ein Farbfilm von Georg Jacoby, Röja-Film, 1953 Jonny rettet Nebrador von Rudolf Jugert, Meteor, 1953/54 Sauerbruch – Das war mein Leben von Rolf Hansen, Corona, 1954 Lola Montez von Max Ophüls, Ludwig II. von Helmut Käutner, Aura und 1955 Ich denke oft an Piroschka von Kurt Hoffmann der Georg-Witt-Film.
1949 nahm die Bavaria auch ihren eigenen Produktionsbetrieb wieder auf. Mit Ausnahme des Debütfilms – Die seltsame Geschichte des Brandner Kaspar – wurden bis zur Reprivatisierung 1956 allerdings lediglich Kurz-Dokumentarfilme produziert. Peter Ostermayr gründete 1950 eine eigene Firma, die Münchner „Peter-Ostermayr-Filmgesellschaft“.

### Bavaria Filmkunst als AG zwischen 1956 und 1959

Logo der Bavaria Filmkunst, 1958

Der Reprivatisierung der Bavaria gingen langwierige Komplikationen voraus. Die Alliierte Hohe Kommission schrieb die Firma zum Verkauf aus, worüber die Bundesregierung sich getäuscht fühlte, da sie mit Zustimmung der Kommission kurz zuvor einen Gesetzentwurf vorbereitet hatte, der die Entflechtung des Ufi-Vermögens in Bundeshand legen sollte.
Die Reprivatisierung und Umbenennung der Bavaria in „Bavaria Filmkunst AG“ erfolgte schließlich im Februar 1956. Aktionäre waren die Süddeutsche Bank, Commerzbank, Credit-Bank, Agfa, neue deutsche Filmgesellschaft und der Verleih Schorcht. 1957 erwarb die neue Bavaria den Schorcht-Verleih und nannte ihn am 15. Juni 1958 in „Bavaria Film-Verleih“ um.

### Bavaria Atelier 1959 bis 1987
Am 1. August 1959 folgte mit der Gründung der „Bavaria Atelier GmbH“ die Wiederauferstehung des Studios. Geiselgasteig waren bis zum Fall der Berliner Mauer das größte Filmstudio in Westdeutschland. Neue Anteilseigner wurden neben der Bavaria Filmkunst die SDR-Tochter Rundfunkwerbung Stuttgart und die WDR-Tochter Westdeutsche Werbefernsehen Köln. Von zentraler Bedeutung ist der Einstieg der Bavaria in die Produktion von Fernsehfilmen, -serien und -shows. Unter dem neuen Geschäftsführer, dem vormaligen Fernsehdirektor des SDR, Helmut Jedele, kamen viele Talente wie Michael Pfleghar, Oliver Storz oder Franz Peter Wirth nach Geiselgasteig. Den Auftakt der neuen Schule machte 1959/60 das Fernsehspiel „Der eingebildete Kranke“ von Michael Kehlmann. Publikumserfolge waren Die Marika-Rökk-Show, Hotel Victoria mit Vico Torriani oder die Science-Fiction-Serie Raumpatrouille Orion.
Die Bavaria Film entwickelte sich unter Jedeles Führung zum größten deutschen Fernsehlieferanten und zum international anerkannten Filmstudio. Gleich zwei Mal wählte Billy Wilder das „bayerische Hollywood“ als Drehort: 1961 mit Eins, Zwei, Drei und 1978 mit Fedora. Jedele produzierte unter anderem den Robert Aldrich Film „Das Ultimatum“ und „Deep End“ von Jerzy Skolimowski. Auch im Fernsehbereich wurde Geschichte geschrieben – mit Produktionen wie „Tatort“ mit Kommissar Horst Schimanski, „Das blaue Palais“, „Auf Achse“, „Berlin Alexanderplatz“ von Rainer Werner Fassbinder, „Der Fahnder“, „Rote Erde“ und „Marienhof“. Ab 1990 produzierte die Firma in erheblichem Umfang auch für die Privatsender wie RTL, darunter die Show „Gottschalk“. 1965 ging das Filmgelände in Geiselgasteig in den Besitz der Bavaria Atelier über, die seitdem auch eigene Kinospielfilme produziert, unter denen der erfolgreichste bisher „Das Boot“ von 1979/81 war.

### Bavaria Film seit 1987
Am 3. August 1987 wurde die „Bavaria Atelier“ in „Bavaria Film“ umbenannt. 1997 erfolgte schließlich die Ausgliederung der „Bavaria Media“, die das nationale und internationale Rechte- und Lizenzgeschäft des Konzerns betreibt. Am 1. Februar 2007 erfolgte die Ausgliederung des Fernsehproduktionsgeschäfts in die Bavaria Fernsehproduktion (jetzt: Bavaria Fiction). Seitdem fungiert die Bavaria Film als Managementholding der Unternehmensgruppe.
Zum Bavaria-Film-Konzern gehören folgende Tochterfirmen:
- Bavaria Entertainment
- Bavaria Filmproduktion
- Bavaria Media
- Bavaria Media Italia
- Bavaria Studios Holding
- Bavaria Studios
- D-Facto Motion
- Enterprises Sonor Musik
- Satel Film
- Saxonia Media
- Story House Pictures
- Story House Productions

#### Beteiligungen
- Bavaria Fiction GmbH (bis 2017 Bavaria Fernsehproduktion GmbH), 50 % ZDF Studios GmbH

### Gesellschafter
- Westdeutscher Rundfunk Köln über WDR mediagroup zu 33,35 Prozent
- Südwestrundfunk über SWR Media Services GmbH zu 16,67 Prozent
- Mitteldeutscher Rundfunk über Drefa Media Holding zu 16,64 Prozent
- LfA Gesellschaft für Vermögensverwaltung des Freistaates Bayern zu 16,67 Prozent
- Bayerischer Rundfunk über Bavaria Filmkunst zu 16,67 Prozent

## Filme (Auswahl)

### 1919–1932
- Dr. Steffens seltsamster Fall von Toni Attenberger, 1919
- Der Ochsenkrieg von Franz Osten, 1920
- Der Klosterjäger von Peter Ostermayr, 1920
- Die Trommeln Asiens von Uwe Jens Krafft, 1920/21
- Der Brunnen des Wahnsinns von Ottmar Ostermayr, 1920/21
- Der Favorit der Königin von Franz Seitz, 1922
- Monna Vanna von Richard Eichberg, 1922
- Nathan der Weise von Manfred Noa, 1922
- Das Abenteuer von Sagossa von Franz Seitz, 1923
- Helena von Manfred Noa, 1923/24
- Die malayische Dschonke von Max Obal, 1924
- Der Schrecken des Meeres von Franz Osten, 1924
- Das blonde Hannele von Franz Seitz, 1924
- Die Frau im Feuer von Carl Boese, 1924
- Die Perlen des Dr. Talmadge von Max Obal, 1924/25
- Das Geheimnis auf Schloß Elmshöh von Max Obal, 1925
- Das Parfüm der Mrs. Worrington von Franz Seitz, 1925
- Marcco, der Bezwinger des Todes von Joe Stöckel, 1925
- Der Schuß im Pavillon von Max Obal, 1925
- Die Leuchte Asiens von Franz Osten, 1925
- Irrgarten der Leidenschaft (The Pleasure Garden) von Alfred Hitchcock, 1925, britisch-deutsche Koproduktion
- Der Bergadler (The Mountain Eagle) von Alfred Hitchcock, 1925/26, britisch-deutsche Koproduktion
- Das Geheimnis einer Stunde von Max Obal, 1925/26
- Marccos tollste Wette von Franz Seitz, 1926
- Die kleine Inge und ihre drei Väter von Franz Osten, 1926
- Unsere Emden von Louis Ralph, 1926
- Erinnerungen einer Nonne von Arthur Bergen, 1926/27
- Valencia, Du schönste aller Rosen von Jaap Speyer, 1927
- Arme kleine Sif von Arthur Bergen, 1927
- Sturmflut von Willy Reiber, 1927
- Das Geheimnis von Genf von Willy Reiber, 1927/28
- Wenn die Schwalben heimwärts ziehn von James Bauer, 1927/28
- Ein besserer Herr von Gustav Ucicky, 1928
- Marquis d’Eon, der Spion der Pompadour von Karl Grune, 1928
- Hinter Klostermauern von Franz Seitz, 1928
- Waterloo von Karl Grune, 1928/29
- Die keusche Kokotte von Franz Seitz, 1928/29
- Wenn der weiße Flieder wieder blüht von Robert Wohlmuth, 1929
- Bruder Bernhard von Franz Seitz, 1929
- Der Sonderling von Walter Jerven, 1929
- In einer kleinen Konditorei von Robert Wohlmuth, 1929/30, nachträglich vertont
- Ich glaub nie mehr an eine Frau von Max Reichmann, 1929/30
- Das Land des Lächelns von Max Reichmann, 1930
- Boykott (Primanerehre) von Robert Land, 1930
- Mein Freund, der Millionär von Hans Behrendt, 1931/32
- Peter Voß, der Millionendieb von Ewald André Dupont, 1931/32
- Kreuzer Emden von Louis Ralph, 1932
- Die verkaufte Braut von Max Ophüls, 1932
- Die Herrgottsgrenadiere von Anton Kutter, 1932, schweizerisch-deutsche Koproduktion

### 1932–1945
- Der Meisterdetektiv von Franz Seitz, 1932/33
- S.A. Mann Brand von Franz Seitz, 1933
- Der Tunnel von Kurt Bernhardt, 1933, deutsch-französische Koproduktion
- Orchesterprobe von Carl Lamac, 1933, Kurz-Spielfilm
- Die weiße Majestät von Anton Kutter und August Kern, 1933, deutsch-französisch-schweizerische Koproduktion
- Der Flüchtling aus Chicago von Johannes Meyer, 1933/34
- Stoßtrupp 1917 von Ludwig Schmid-Wildy und Hans Zöberlein, 1933/34
- Mit dir durch dick und dünn von Franz Seitz, 1933/34
- Es knallt von Helmut O. Kaps, 1933/34, Kurz-Spielfilm
- Bei der blonden Kathrein von Franz Seitz, 1934
- Im Schallplattenladen von Hans H. Zerlett, 1934, Kurz-Spielfilm
- Der verhexte Scheinwerfer von Carl Lamac, 1934, Kurz-Spielfilm
- Das Erbe in Pretoria von Johannes Meyer, 1934
- Das unsterbliche Lied von Hans Marr, 1934
- Peer Gynt von Fritz Wendhausen, 1934
- Knock out von Carl Lamac und Hans H. Zerlett, 1934/35
- Varieté (Variétés) von Nicolas Farkas und Jacob Geis, 1934/35, deutsch-französische Koproduktion
- Der Außenseiter von Hans Deppe, 1935
- Henker, Frauen und Soldaten von Johannes Meyer, 1935
- Kirschen in Nachbars Garten von Erich Engels, 1935
- Die Erbschaft von Jacob Geis, 1936, Kurz-Spielfilm
- IA in Oberbayern von Franz Seitz, 1936/37
- Frau Sixta von Gustav Ucicky, 1938
- Verwehte Spuren von Veit Harlan, 1938
- Dreizehn Mann und eine Kanone von Johannes Meyer, 1938
- Drei wunderschöne Tage von Fritz Kirchhoff, 1938/39
- Wasser für Canitoga von Herbert Selpin, 1938/39
- Gold in New Frisco von Paul Verhoeven, 1939
- Verdacht auf Ursula von Karlheinz Martin, 1939
- Befreite Hände von Hans Schweikart, 1939
- Der ewige Quell von Fritz Kirchhoff, 1939/40
- Alles Schwindel von Bernd Hofmann, 1939/40
- Ein Robinson – Das Tagebuch eines Matrosen von Arnold Fanck, 1939/40
- Fahrt ins Leben von Bernd Hofmann, 1939/40
- Krambambuli. Die Geschichte eines Hundes von Karl Köstlin, 1940
- Das sündige Dorf von Joe Stöckel, 1940
- Der Herr im Haus von Heinz Helbig, 1940
- Der Störenfried von Hans Held, 1940, Kurz-Animationsfilm
- Feinde von Viktor Tourjansky, 1940
- Das Fräulein von Barnhelm von Hans Schweikart, 1940
- Weltraumschiff I startet, Kurzfilm von Anton Kutter, 1940, Kurz-Spielfilm
- Im Schatten des Berges von Alois Johannes Lippl, 1940
- Das Mädchen von Fanö von Hans Schweikart, 1940/41
- Carl Peters von Herbert Selpin, 1940/41
- Hauptsache glücklich von Theo Lingen, 1940/41
- Komödianten von Georg Wilhelm Pabst, 1940/41
- Venus vor Gericht von Hans H. Zerlett, 1941
- Kameraden von Hans Schweikart, 1941
- Jenny und der Herr im Frack von Paul Martin, 1941
- Alarmstufe V von Alois Johannes Lippl, 1941
- Geheimakte W.B. 1 von Herbert Selpin, 1941/42
- Anuschka von Helmut Käutner, 1941/42
- Kleine Residenz von Hans H. Zerlett, 1941/42
- Das große Spiel von Robert A. Stemmle, 1941/42
- Einmal der liebe Herrgott sein von Hans H. Zerlett, 1942
- Ein Zug fährt ab, 1942
- Geliebte Welt von Emil Burri, 1942
- Paracelsus von Georg Wilhelm Pabst, 1942/43
- Kohlhiesels Töchter von Kurt Hoffmann, 1942/43
- Der Hochtourist von Adolph Schlyssleder, 1942/43
- Tonelli von Viktor Tourjansky, 1942/43
- Der unendliche Weg von Hans Schweikart, 1942/43
- Reise in die Vergangenheit von Hans H. Zerlett, 1942/43
- Man rede mir nicht von Liebe von Erich Engel, 1943
- In flagranti von Hans Schweikart, 1943/44
- Es lebe die Liebe von Erich Engel, 1944
- Bravo, kleiner Thomas von Jan Fethke, 1943/45
- Spuk im Schloß von Hans H. Zerlett, 1943/47
- Schuß um Mitternacht von Hans H. Zerlett, 1944
- Orient-Express von Viktor Tourjansky, 1944
- Ein Mann wie Maximilian von Hans Deppe, 1944/45
- Wo ist Herr Belling? von Erich Engel, 1944/45 (unvollendet)
- Der Millionär von Robert A. Stemmle, 1944/47
- Im Tempel der Venus von Hans H. Zerlett, 1944/48
- Frech und verliebt von Hans Schweikart, 1944/48
- Die Nacht der Zwölf von Hans Schweikart, 1944/49
- Münchnerinnen von Philipp Lothar Mayring, 1944/49
- Philine von Theo Lingen, 1944/49
- Dreimal Komödie von Viktor Tourjansky, 1944/49
- Ein Herz schlägt für Dich von Joe Stöckel, 1944/49
- Liebesheirat von Theo Lingen, 1944/49
- Das Gesetz der Liebe von Hans Schweikart, 1944/49
- Die Schuld der Gabriele Rottweil von Arthur Maria Rabenalt, 1944/50

### 1945–1962

#### Produktionen der Bavaria Filmkunst
- Die seltsame Geschichte des Brandner Kaspar von Josef von Báky, 1949
- Wenn wir alle Engel wären von Günther Lüders, 1956
- Kleines Zelt und große Liebe von Rainer Geis, 1956
- Herrscher ohne Krone von Harald Braun, 1956/57
- Rot ist die Liebe von Karl Hartl, 1956/57
- Rose Bernd von Wolfgang Staudte, 1956/57
- Mädchen und Männer von František Čáp, 1956/57, deutsch-italienisch-jugoslawische Koproduktion
- Vater, unser bestes Stück von Günther Lüders, 1957
- Casino de Paris von André Hunebelle, französisch-deutsch-italienische Koproduktion
- Der gläserne Turm von Harald Braun, 1957
- Alle Wege führen heim von Hans Deppe, 1957, Koproduktion
- Ein Stück vom Himmel von Rudolf Jugert, 1957
- Immer wenn der Tag beginnt von Wolfgang Liebeneiner, 1957
- Ferien auf der Sonneninsel von Mario Camerini, 1957, deutsch-italienisch-französische Koproduktion
- Meine schöne Mama von Paul Martin, 1957/58, österreichisch-deutsche Koproduktion
- Eine Frau, die weiß, was sie will von Arthur Maria Rabenalt, 1957/58
- … und nichts als die Wahrheit von Franz Peter Wirth, 1958
- Taiga von Wolfgang Liebeneiner, 1958
- Der schwarze Blitz von Hans Grimm, 1958
- Auferstehung von Rolf Hansen, 1958, deutsch-italienisch-französische Koproduktion
- Helden von Franz Peter Wirth, 1958
- Mein ganzes Herz ist voll Musik von Helmut Weiss, 1958/59
- Liebe auf krummen Beinen von Thomas Engel, 1959
- Menschen im Netz von Franz Peter Wirth, 1959, Koproduktion
- Die ideale Frau von Josef von Báky, 1959
- Laß mich am Sonntag nicht allein von Arthur Maria Rabenalt, 1959
- Der Held meiner Träume von Arthur Maria Rabenalt, 1960
- Soldatensender Calais von Paul May, 1960
- Eine Frau fürs ganze Leben von Wolfgang Liebeneiner, 1960
- Immer will ich dir gehören von Arno Assmann, 1960
- Das schwarze Schaf von Helmuth Ashley, 1960
- Mörderspiel von Helmuth Ashley, 1961, deutsch-französische Koproduktion
- Jedermann, 1961, österreichisch-deutsche Koproduktion
- Max, der Taschendieb von Imo Moszkowicz, 1961/62
- Im Namen des Teufels von John Paddy Carstairs, 1961/62, deutsch-britische Koproduktion
- Die Stunde, die du glücklich bist von Rudolf Jugert, 1961
- Dicke Luft von Rolf von Sydow, 1962
- Die türkischen Gurken von Rolf Olsen, 1962
- Er kann’s nicht lassen von Axel von Ambesser, 1962

#### Weitere Produktionen
- Zwischen gestern und morgen von Harald Braun, 1947
- Film ohne Titel von Rudolf Jugert, 1947/48
- Der Herr vom andern Stern von Heinz Hilpert, 1948
- Das verlorene Gesicht von Kurt Hoffmann, 1948
- Der Apfel ist ab von Helmut Käutner, 1948
- Die Zeit mit Dir von Georg Hurdalek, 1948
- Das Geheimnis der roten Katze von Helmut Weiss, 1949
- Hallo Fräulein! von Rudolf Jugert, 1949
- Heimliches Rendezvous von Kurt Hoffmann, 1949
- Tromba von Helmut Weiss, 1949
- Verspieltes Leben von Kurt Meisel, 1949
- 1 x 1 der Ehe von Rudolf Jugert, 1949
- Ich mach dich glücklich von Sándor Szlatinay, 1949
- Der blaue Strohhut von Viktor Tourjansky, 1949
- Geliebter Lügner von Hans Schweikart, 1949/50
- So sind die Frauen von Joe Stöckel, 1949/50
- Der Theodor im Fußballtor von E. W. Emo, 1950
- Der Mann, der zweimal leben wollte von Viktor Tourjansky, 1950
- Föhn von Rolf Hansen, 1950
- Vom Teufel gejagt von Viktor Tourjansky, 1950
- Das doppelte Lottchen von Josef von Báky, 1950
- Der fallende Stern von Harald Braun, 1950
- Fanfaren der Liebe von Kurt Hoffmann, 1951
- Nachts auf den Straßen von Rudolf Jugert, 1951/52
- Das weiße Abenteuer von Arthur Maria Rabenalt, 1951/52
- Herz der Welt von Harald Braun, 1951/52
- Hinter Klostermauern von Harald Reinl, 1951/52
- Die Försterchristel von Arthur Maria Rabenalt, 1952
- Ich heiße Niki von Rudolf Jugert, 1952
- Haus des Lebens von Karl Hartl, 1952
- Vater braucht eine Frau von Harald Braun, 1952
- Alraune von Arthur Maria Rabenalt, 1952
- Der Weibertausch von Karl Anton, 1952
- Illusion in Moll von Rudolf Jugert, 1952
- Der Kaplan von San Lorenzo von Gustav Ucicky, 1952/53
- Maske in Blau von Georg Jacoby, 1952/53
- Ein Herz spielt falsch von Rudolf Jugert, 1953
- Musik bei Nacht von Kurt Hoffmann, 1953
- Solange Du da bist von Harald Braun, 1953
- Fanfaren der Ehe von Hans Grimm, 1953
- Die geschiedene Frau von Georg Jacoby, 1953
- Muß man sich gleich scheiden lassen? von Hans Schweikart, 1953
- Moselfahrt aus Liebeskummer von Kurt Hoffmann, 1953
- Sterne über Colombo von Veit Harlan, 1953
- Jonny rettet Nebrador von Rudolf Jugert, 1953
- Straßenserenade von Werner Jacobs, 1953
- Der unsterbliche Lump von Arthur Maria Rabenalt, 1953
- Die Gefangene des Maharadscha von Veit Harlan, 1953/54
- Die süßesten Früchte von Franz Antel, 1953/54
- Sauerbruch – Das war mein Leben von Rolf Hansen, 1953/54
- Eine Frau von heute von Paul Verhoeven, 1954
- Dieses Lied bleibt bei dir von Willi Forst, 1954
- Bildnis einer Unbekannten von Helmut Käutner, 1954
- Das fliegende Klassenzimmer von Kurt Hoffmann, 1954
- Morgengrauen von Viktor Tourjansky, 1954
- Feuerwerk von Kurt Hoffmann, 1954
- Gitarren der Liebe von Werner Jacobs, 1954
- Hoheit lassen bitten von Paul Verhoeven, 1954
- Der letzte Sommer von Harald Braun, 1954
- Angst von Roberto Rossellini, 1954
- Ludwig II. von Helmut Käutner, 1954/55
- Geliebte Feindin von Rolf Hansen, 1954/55
- Oase von Yves Allégret, 1954/55
- Marianne von Julien Duvivier, 1955
- Es geschah am 20. Juli von Georg Wilhelm Pabst, 1955
- Griff nach den Sternen von Carl-Heinz Schroth, 1955
- Solang’ es hübsche Mädchen gibt von Arthur Maria Rabenalt, 1955
- Hanussen von O. W. Fischer, 1955
- Rosen im Herbst von Rudolf Jugert, 1955
- Königswalzer von Viktor Tourjansky, 1955
- Himmel ohne Sterne von Helmut Käutner, 1955
- Der letzte Mann von Harald Braun, 1955
- Mädchen ohne Grenzen von Géza von Radványi, 1955
- Lola Montez von Max Ophüls, 1955
- Ich denke oft an Piroschka von Kurt Hoffmann, 1955
- IA in Oberbayern von Hans Albin, 1955/56
- Regine von Harald Braun, 1955/56
- Ich suche Dich von O. W. Fischer, 1955/56
- Rosen für Bettina von Georg Wilhelm Pabst, 1955/56
- Die goldene Brücke von Paul Verhoeven, 1956
- Wo der Wildbach rauscht von Heinz Paul, 1956
- Heute heiratet mein Mann von Kurt Hoffmann, 1956
- Der Meineidbauer von Rudolf Jugert, 1956
- Der Bettelstudent von Werner Jacobs, 1956
- Salzburger Geschichten von Kurt Hoffmann, 1956/57
- Robinson soll nicht sterben von Josef von Báky, 1956/57
- Königin Luise von Wolfgang Liebeneiner, 1956/57
- Der Stern von Afrika von Alfred Weidenmann, 1957
- Monpti von Helmut Käutner, 1957
- Der kühne Schwimmer von Karl Anton, 1957
- Das Wirtshaus im Spessart von Kurt Hoffmann, 1957/58
- Die grünen Teufel von Monte Cassino von Harald Reinl, 1957/58
- Peter Voss, der Millionendieb von Wolfgang Becker, 1958
- Die Trapp-Familie in Amerika von Wolfgang Liebeneiner, 1958
- Wir Wunderkinder von Kurt Hoffmann, 1958
- Mein Schatz ist aus Tirol von Hans Quest, 1958
- Dorothea Angermann von Robert Siodmak, 1958/59
- Der Engel, der seine Harfe versetzte von Kurt Hoffmann, 1958/59
- Hula-Hopp, Conny von Heinz Paul, 1959
- Alle lieben Peter von Wolfgang Becker, 1959
- Arzt ohne Gewissen von Falk Harnack, 1959
- Das schöne Abenteuer von Kurt Hoffmann, 1959
- Ein Tag, der nie zu Ende geht von Franz Peter Wirth, 1959
- Lampenfieber von Kurt Hoffmann, 1959/60
- Ein Toter hing im Netz von Fritz Böttger, 1959/60
- Mein Schulfreund von Robert Siodmak, 1960
- Schick deine Frau nicht nach Italien von Hans Grimm, 1960
- Das Spukschloß im Spessart von Kurt Hoffmann, 1960
- Auf Engel schießt man nicht von Rolf Thiele, 1960
- Vertauschtes Leben von Helmut Weiss, 1961
- Eins, zwei, drei von Billy Wilder, 1961
- Das schwarz-weiß-rote Himmelbett von Rolf Thiele, 1962
- Schneewittchen und die sieben Gaukler von Kurt Hoffmann, 1962
- Die Försterchristel von Franz Josef Gottlieb, 1962
- Bekenntnisse eines möblierten Herrn von Franz Peter Wirth, 1962/63
- Gesprengte Ketten von John Sturges, 1962/63

### Seit 1963
- Der Hexer von Rainer Erler, 1963
- Meine Tochter und ich von Thomas Engel, 1963
- Das Haus in Montevideo von Helmut Käutner, 1963
- Lausbubengeschichten von Helmut Käutner, 1964
- Dr. med. Hiob Prätorius von Kurt Hoffmann, 1964/65
- Die Herren von Rolf Thiele, Franz Seitz jun. und Alfred Weidenmann, 1964/65
- Die fromme Helene von Axel von Ambesser, 1965
- Grieche sucht Griechin von Rolf Thiele, 1966
- Der Diamantenprinz von Don Taylor, 1966/67, deutsch-amerikanische Koproduktion
- Die Schlangengrube und das Pendel von Harald Reinl, 1967
- Nicht der Homosexuelle ist pervers, sondern die Situation, in der er lebt von Rosa von Praunheim, 1970/71
- Deep End von Jerzy Skolimowski, 1970, deutsch-amerikanische Koproduktion
- Der Kapitän von Kurt Hoffmann, 1971
- Der Mönch von San Dominico (Giuliano Montaldo), 1973, deutsch-italienisch-französische Koproduktion
- Per Saldo Mord von Jack Arnold, 1975/76, deutsch-amerikanische Koproduktion
- Krabat von Karel Zeman, 1975–77, Animationsfilm, deutsch-tschechoslowakische Koproduktion
- Lektion d’amour oder die Tugend unserer Väter von Jean L’Hôte, 1976, deutsch-französische Koproduktion
- Des Teufels Advokat von Guy Green, 1976/77
- Bolwieser von Rainer Werner Fassbinder, 1976/83
- Pariser Leben von Christian-Jaque, 1977, deutsch-französische Koproduktion
- Fedora von Billy Wilder, 1977/78
- Die Schlemmer-Orgie von Ted Kotcheff, 1977,78, deutsch-amerikanische Koproduktion
- Despair – Eine Reise ins Licht von Rainer Werner Fassbinder, 1978
- Franz – Der leise Weg von Josef Rödl, 1979/80
- Die erste Polka von Klaus Emmerich, 1979
- Die Reinheit des Herzens von Robert van Ackeren, 1979/80
- Das Boot von Wolfgang Petersen, 1979/81
- Der Mond ist nur a nackerte Kugel von Jörg Graser, 1980/81
- Ach du lieber Harry von Jean Girault, 1980/81
- Wer spinnt denn da, Herr Doktor? von Christian Rateuke, Stefan Lukschy, 1981/82
- Rote Erde (Fernsehserie) 1983
- Die wilden Fünfziger von Peter Zadek, 1982/83
- Die unendliche Geschichte 1984
- Die Krimistunde (Fernsehserie), 1982–1988
- Der Schneemann von Peter F. Bringmann, 1984/85
- Zahn um Zahn von Hajo Gies, 1985
- Der Formel Eins Film von Wolfgang Büld, 1985
- Zabou von Hajo Gies, 1986/87
- Faust – Vom Himmel durch die Welt zur Hölle von Dieter Dorn, 1988
- Rote Erde II (Fernsehserie) 1989
- Die unendliche Geschichte, Teil 2 1986
- Berlin Alexanderplatz
- Enemy Mine – Geliebter Feind
- Ödipussi, 1988
- Letzte Ausfahrt Brooklyn, 1989
- Go Trabi Go, 1991, 1992
- Schtonk!, 1992
- Pünktchen und Anton, 1999
- Asterix und Obelix gegen Cäsar, 1999
- Die Freunde der Freunde, 2001
- Das fliegende Klassenzimmer, 2003
- Bibi Blocksberg, 2001, 2003
- Die Wilden Hühner, 2005, 2006, 2008
- TKKG – Das Geheimnis um die rätselhafte Mind-Machine, 2005
- Urmel aus dem Eis, 2006
- Im Winter ein Jahr, 2007
- Buddenbrooks, 2008
- Summertime Blues, 2009
- Am Ende eines viel zu kurzen Tages, 2010
- An einem Samstag, 2010
- Hotel Lux, 2011
- Die Schatzritter, 2011
- Ludwig II., 2011
- Mr. Morgans letzte Liebe, 2011
- Der Geschmack von Apfelkernen, 2012
- Die Frau des Polizisten, 2013
- Miss Sixty, 2013
- Die geliebten Schwestern, 2013
- Enfant Terrible, 2020

## Weitere Kinofilme in den Bavaria Studios
- Der Baader Meinhof Komplex
- (T)Raumschiff Surprise – Periode 1
- Das Parfum – Die Geschichte eines Mörders (Tom Tykwer), 2006
- Der Untergang
- Wickie und die starken Männer
- Wickie auf großer Fahrt
- Tarzan 3D
- 3096 Tage
- Der Teufelsgeiger
- Big Game – Die Jagd beginnt
- Snowden
- Bullyparade – Der Film
- Asterix und Obelix gegen Caesar
- September 5 – The Day Terror Went Live, 2024
- Bibi Blocksberg (2025)
- Chantal im Märchenland
- Das Kanu des Manitu

## Fernsehproduktionen
- So weit die Füße tragen
- Am grünen Strand der Spree
- Raumpatrouille – Die phantastischen Abenteuer des Raumschiffs Orion
- Monty Pythons fliegender Zirkus
- Auf Achse
- Gottschalk Late Night
- Marienhof
- Formel Eins
- Gegen den Wind
- Der König von St. Pauli
- Die Rote Meile
- Tatort
- Polizeiruf 110
- Die Manns – Ein Jahrhundertroman
- Eine Liebe am Gardasee
- Inga-Lindström-Filme
- Alle lieben Jimmy
- MTV Unplugged in New York der Sportfreunde Stiller
- Herzflimmern – Die Klinik am See
- Utta-Danella-Filme
- Lilly-Schönauer-Filme
- Sturm der Liebe
- Die Rosenheim-Cops
- IK 1
- Weißblaue Geschichten
- Gespenstergeschichten
- Die Krimistunde
- SOKO Stuttgart
- Dr. Klein
- Die Garmisch-Cops
- Die Familiendetektivin
- Verstehen Sie Spaß?
- Rentnercops
- WaPo Bodensee
- In aller Freundschaft
- Tierärztin Dr. Mertens
- Da kommst Du nie drauf!
- Montagsmaler
- Der beste Chor im Westen
- Die beste Klasse Deutschlands
- Brecht
- Arctic Circle – Der unsichtbare Tod (2018)
- Freud (2020)

## Bavaria Filmstadt
Besichtigungen und Führungen sind im Rahmen der Bavaria Filmstadt möglich.

## Bavaria Film Park
Nach einer fast kompletten Umgestaltung des Vorgängerparks Traumlandpark bei einem Investitionsbetrag von rund 53 Millionen DM eröffnete im Jahr 1992 in Bottrop-Kirchhellen-Feldhausen der Bavaria Film Park. Zu diesem Zweck wurde die BavariaFilmPark GmbH gegründet. Es sollte ein Freizeitpark mit deutschen Film- und Fernsehthemen, allerdings ohne Fahrgeschäfte, etabliert werden. Dazu gehörten Attraktionen zu Filmen und Serien wie Raumpatrouille, Die unendliche Geschichte oder Tatort, im Speziellen Kommissar Horst Schimanski. Obgleich zur damaligen Zeit quasi konkurrenzlos, erwies sich das Konzept jedoch als kaum marktfähig, und so schloss der Park bereits nach zweieinhalb Jahren im Jahre 1994 zum Saisonende seine Pforten für immer. Auf dem Gelände entstand dann seit 1996 die ebenfalls fast komplett neu gestaltete „Warner Bros. Movie World“, 2005 wiederum umgestaltet und umbenannt zum heutigen Movie Park Germany. Übernommen wurden lediglich der Themenbereich Marienhof mit Kulissen der Serie, welcher jedoch nach der Saison 2006 ebenfalls größeren Umbaumaßnahmen zum Opfer fiel, sowie das Filmmuseum, welches 2016 für den Eingang der neu gebauten Achterbahn Star Trek: Operation Enterprise abgerissen wurde.

## Sonstiges
Die Bavaria Film ist Mitstifter des Förderpreis Neues Deutsches Kino, ehemals Förderpreis Deutscher Film, welcher in den Kategorien Regie, Drehbuch und Schauspiel jährlich auf dem Filmfest München verliehen wird.